# 프랑스 혁명 시기의 십일조 폐지 과정
프랑스 혁명은 절대 왕권과 귀족의 특권을 타파하고 자유와 평등의 사회를 건설하려는 운동이었는데 프랑스혁명을 일으킨 혁명세력은 이 특권에 주요한 위치에 있었던 한 축을 가톨릭 교회로 보았다. 1789년 프랑스 혁명을 일으킨 국민공회는 프랑스 가톨릭 교회를 위해 정부가 징수하고 있던 십일조를 폐지하는 조치를 내렸다. 이 십일조 폐지 조치는 신앙적 믿음이나 성서를 바탕으로 하는 교리와는 관련없이 프랑스 혁명을 일으킨 국민공회가 프랑스 혁명을 반대하고 국왕 루이 16세를 수호하려는 프랑스 가톨릭 교회와 교황청을 굴복시키기 위한 정치적 갈등에서 파생된 잠정적 조치로서 종교적인 이유로 프랑스 교회가 십일조를 폐지한 것은 아니었다. 

## 개요

### 프랑스 가톨릭 교회와국민공회의 정치적 갈등
당시 프랑스 가톨릭 교회는 프랑스 사회에서 기득권 세력이라고 비판을 받고 있었으며, 프랑스 왕실과 밀접한 관계를 유지하며 많은 토지와 재산을 보유하고 있었다. 그러는 한편 프랑스 가톨릭 교회는 교황의 수위권을 절대적으로 인정하고, 정치적으로 프랑스 혁명을 반대하였고, 구 체제(앙시앵 레짐)인 왕정의 복구를 지지하며, 국왕 루이 16세의 안위를 끝까지 지키고자 하였으므로 혁명세력인 국민공회와 갈등이 극심하였다.

## 교황청과 프랑스 가톨릭 교회의 무력화 조치
프랑스 혁명을 성공한 국민공회는 국왕과 프랑스 가톨릭 교회의 힘을 약화시키기 위해 여러 가지 법안을 제정하는 조치를 취하게 되었다.

### 십일조폐지
국민공회는 세금 형식을 빌어 정부에 납부되고 있던 십일조를 폐지하였다. 본래 십일조는 성경적인 관점에서 하느님의 자녀가 됨에 대한 감사의 마음을 담아 바치는 헌금이다. 즉, 하느님의 백성(혹은 하느님의 자녀)가 되었다는 믿음을 가진 신도들이 십일조를 하는 것이지, 그러한 믿음이 없는 신도들(사실상 '불신자')은 굳이 십일조를 할 필요가 없는 것이다. 당시 프랑스는 가톨릭이 국교이기는 하였으나 그렇다고 모든 프랑스 국민들이 다 하느님을 믿는 신앙인은 아니었는데 전국민 모두에게 십일조가 강제적으로 부과되다보니 이에 불만을 품은 국민들도 있었다. 국민공회는 이러한 국민들의 민원을 해결해준다는 명목을 내세워 십일조를 폐지하였다. 국민공회는 이로써 프랑스 혁명의 지지세력을 확보하고 프랑스 혁명에 대해 정치적으로 대립하고 있는 교황청과 프랑스 가톨릭 교회의 힘을 약화시켜 정치적으로 굴복시키기고자 하였다.

### 성직자기본법제정
국민공회는 프랑스 정치에 개입하여 왕정복고를 꾀하려는 교황청의 정치적 영향력을 차단하고 프랑스 가톨릭 교회를 정치적으로 굴복시키고자 성직자기본법(Civil Constitution of the Clergy)을 제정하였다. 프랑스 내의 모든 가톨릭 사제는 프랑스 국민으로서 성직자기본법을 준수하여 국가에 (사실상 프랑스 혁명정부에) 충성을 다할 것임을 다짐하는 절차적 결의행위로서 성직자 공민헌장에 선서를 해야 했다.
성직자기본법의 내용은 프랑스의 가톨릭 주교들을 교황이 아닌 프랑스 혁명정부가 직접 임명하고 서품할 것과, 프랑스 가톨릭 성직자는 성직자 공민헌장에 따라 국가에 (사실상 프랑스 혁명정부에) 충성을 맹세하는 선서를 할 것과, 그러면 국가는 (사실상 프랑스 혁명정부는) 충성을 선서한 성직자들에게 적절한 급여와 교육을 제공해주겠다는 것이었다. 그런데, 가톨릭 사제들에게 있어 성직자 공민헌장의 독소적 내용은 비록 글자로 표현되어 있지는 않지만 교황에 대한 충성을 철회하고 프랑스 혁명정부에 충성하라는 뜻이 숨어있었다.  성직자기본법의 제정의도는 교황의 수위권을 무력화시킴으로써 프랑스 가톨릭 교회를 교황청 산하에서 떼어내어 프랑스 혁명정부의 아래에 두고 직접 통제하고 프랑스에 미치고 있는 교황청의 영향력을 끊어버리려는 의도였다.
이 성직자 공민헌장에 선서를 거부한 사제들은 미사 집전이 금지되었고, 이어 선서를 계속 거부한 사제가 있는 성당은 미사가 아예 금지되기도 하였으며, 선서를 끝까지 거부한 사제는 체포·투옥·구타가 예사로 행해지게 되었다. 이러한 탑압 속에서도 계속 저항하는 사제들에게 더욱 심한 탄압이 가해졌고 심지어 순교를 당하는 사제들도 다수 발생하게 되었다. 이로 인해, 대다수의 프랑스 가톨릭 사제들은 프랑스를 떠나 주변 국가로 도피하여 주변국에서 사제직을 수행하면서 사태의 추이를 예의주시하거나, 사제복을 아예 벗고 평교인으로 돌아가는 경우도 많았다. 다만 '선서파'라 불리는 일부 사제들은 회유되어 프랑스 국민공회의 지시와 정책에 찬성 일변도의 꼭두각시 역할을 하고 말았다.

## 교황청과 프랑스 가톨릭 교회의 반발
프랑스 가톨릭 교회와 교황청은 이 성직자기본법과 일련의 가톨릭 탄압정책을 절대 용인할 수 없었다. 이로 인해 프랑스 가톨릭 교회와 교황청은 혁명세력인 국민공회와 극심한 갈등을 빚게 되었다. 교황청은 강력히 항의를 하였고, 항의 차원에서 가톨릭 국가인 프랑스와 단교조치를 취했다. 국민공회는 이런 극심한 갈등으로 인해 프랑스 가톨릭 교회와 교황청이 연합하여 자신들과 전쟁을 벌이게 될지도 모른다는 심각한 우려감이 팽배하게 되었다.

### 국민공회의 대응 및 반격
국민공회는 교황청과 프랑스 가톨릭 교회의 물리적인 힘을 약화시키는 정책들을 지속적으로 시행하였다. 이러한 정책의 일환으로, 십일조가 폐지되었고, 이와 더불어 보다 강력한 조치를 취하게 된다. 즉, 프랑스 가톨릭 교회 소유의 모든 재산을 국유화하는 법을 제정하고 프랑스 가톨릭 교회의 재산을 몰수함으로써 프랑스 가톨릭 교회의 힘을 무력화시키는 한편 몰수된 재산으로 혁명정부의 재정적자를 손쉽게 메꾸는 일석이조(一石二鳥)의 효과를 거두고자 하였다. 이는 국민공회는 프랑스 가톨릭 교회와 교황청을 적(敵)으로 여겼기 때문에 취할 수 있었던 조치였다. 국민공회의 공포정치 속에서 이에 대해 이의를 제기하거나 항의다운 항의를 할만한 가톨릭 성직자는 당시 주변국으로 모두 피신한 상태였기 때문에 프랑스 내에서 사실상 남아있지 않았다.

### 방데 전쟁의 발발
프랑스 가톨릭 교회에 가해지는 지속적이고 일련의 탄압정책으로 인해 1793년 프랑스 방데지역에서 반란이 발발하고 말았다. 방데지역은 비록 면적도 작고 인구도 적었으나, 프랑스 가톨릭 교도들이 대부분이었던 지역으로 지역민 대부분이 독실한 가톨릭 교도였다. 방데지역의 프랑스 가톨릭 교도들은 정권에서 밀려난 왕당파와 연합하여, 혁명정부에 대항하는 방데 전쟁을 일으켰다. 일종의 민란이었다. 초반에는 프랑스 혁명 정부군을 물리치는 등의 기세를 올리기도 했으나, 약 2년간의 피비린내 나는 내전에서 프랑스 가톨릭 교도들과 왕당파는 끔찍한 살육을 당하고 끝내 혁명정부에게 항복하고 말았다.

## 결론
1789년 프랑스 혁명 과정에서 벌어진 가톨릭 교회의 십일조 폐지 조치는 신앙적 믿음이나 성서적 교리와는 관련없이 프랑스 혁명을 일으킨 혁명정부가 프랑스 혁명에 반대하고 국왕 루이 16세를 수호하려는 프랑스 가톨릭 교회와 교황청을 굴복시키기 위해 취한 잠정적 조치로서 종교적인 사유로 프랑스 교회가 십일조를 폐지한 것은 아니었다. 이후 혁명정부가 무너지고 이어 나폴레옹이 집권한 후, 혁명정부가 취했던 일련의 가톨릭 교회 탄압정책에 대해 나폴레옹은 교황 비오 7세에게 사과를 함으로써 양국은 화해하고 국교를 재개하게 되었다.

## 같이 보기
- 나폴레옹 보나파르트
- 루이 16세
- 테르미도르의 쿠데타
- 방데 전쟁
- 봉헌
- 리옹 반란
- 성직자기본법
- 십일조
- 왕당파
- 프랑스 혁명
- 프랑스 혁명 전쟁
- 콩고르다툼